# Epermenia pumila
Epermenia pumila is een vlinder uit de familie borstelmotten (Epermeniidae). De wetenschappelijke naam is voor het eerst geldig gepubliceerd in 2000 door Buvat & Nel.
De soort komt voor in Europa.